# Rhytida oconnori
Rhytida oconnori är en snäckart som beskrevs av Powell 1946. Rhytida oconnori ingår i släktet Rhytida och familjen Rhytididae. IUCN kategoriserar arten globalt som akut hotad. Inga underarter finns listade i Catalogue of Life.